# Walter Ferrazza
Walter Ferrazza (né le 15 novembre 1974  à Tione di Trento) est un homme politique italien.

## Biographie
Membre des Modérés en révolution, puis de Forza Italia, Walter Ferrazza a fait partie du gouvernement Letta comme secrétaire d'État à la présidence du Conseil des ministres pour les Affaires régionales et Autonomies du 2 mai 2013 jusqu'à sa démission le 2 décembre 2013, après le retrait du gouvernement des ministres de Forza Italia.